# Konzell
Konzell là một đô thị trong huyện Straubing-Bogen bang Bayern, Đức.